# Établissement public d'aménagement de Lille-Est
L'Établissement public d'aménagement de la ville nouvelle de Lille-Est (EPALE) est un établissement public à caractère industriel et commercial créé en 1967 avec pour mission d'aménager le site de Villeneuve-d'Ascq pour le compte de l'État et des collectivités locales concernées. Le territoire couvert par l'EPALE est une opération d'intérêt national couvrant la totalité du territoire des communes d'Ascq, Annappes et Flers-lez-Lille, à l'est de Lille, dans le département du Nord. Cette zone est au début du XXIe siècle un centre économique et technologique d'envergure nationale.

## Missions
L'EPALE effectue les études préliminaires d'urbanisme et les études de faisabilités techniques des différentes opérations. Il réalise au fur et à mesure de l'évolution du site les travaux d'infrastructure indispensables au développement de la ville nouvelle.

## Administration

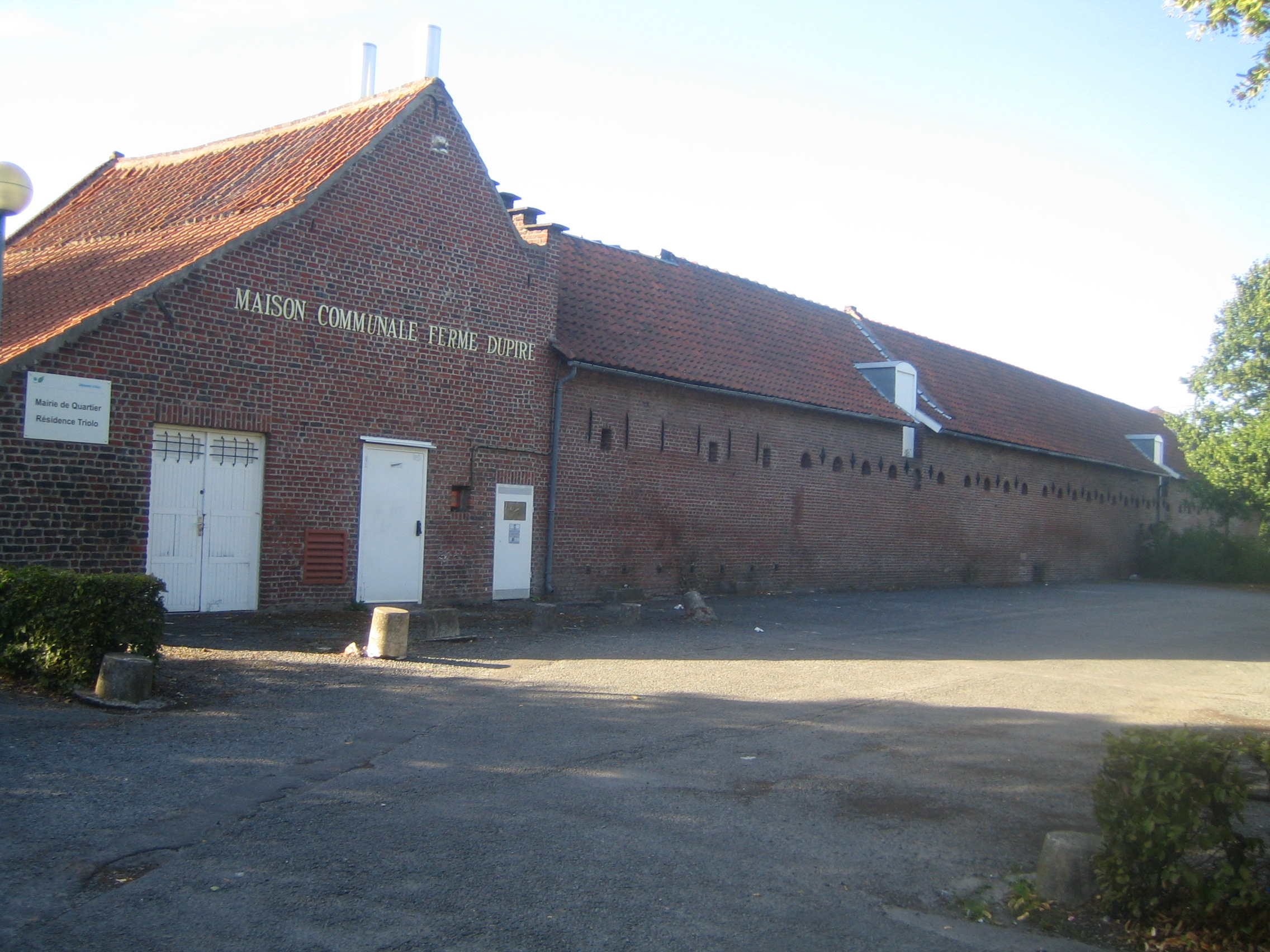
Façade de la Ferme Dupire, siège de l'EPALE.

Le 24 avril 1968, la Mission d’études de la ville nouvelle de Lille-Est, rattachée au Service régional de l’Équipement est créée. Jean-Claude Ralite, ingénieur des Ponts et Chaussées, est nommé directeur de la Mission.
Le 27 juin 1969 est organisée une séance d’installation du conseil d’administration de l’EPALE par le préfet Dumont. Arthur Notebart, vice-président de la communauté urbaine, est élu président du conseil d’administration de l’EPALE dont le siège est provisoirement fixé au 19e étage de la Cité administrative de Lille. Le siège déménagera par la suite en 1975 à la ferme Dupire au Triolo.
Le 1er octobre 1969, Jean-Claude Ralite est nommé directeur de l’EPALE. Il y restera jusque septembre 1973. Le 21 novembre 1973, Michel Colot, polytechnicien et ingénieur des Ponts et Chaussées, lui succède et restera jusqu'en avril 1980. Le 16 juin 1980, Yves Boucly, inspecteur de l’administration au ministère de l’Intérieur, est le nouveau directeur de l’EPALE jusqu'à la fermeture de l'établissement le 31 décembre 1983. Le 1er janvier 1984, Roland Lescut, secrétaire général de l’EPALE, ingénieur des travaux publics de l’État, prend ses fonctions de liquidateur de l'EPALE. L’équipe de liquidation de l'EPALE voit sa mission se terminer le 31 décembre 1985.

## Historique

### Années 1960
De 1964 à 1967, sous l'impulsion de Guy Debeyre est créé sur 200 hectares le campus scientifique d'Annappes accueillant les nouveaux locaux de la Faculté des sciences, autrefois située à Lille. La présence du campus fait que le ministre Edgard Pisani décide de l’implantation de la ville nouvelle à cet endroit.
En 1966, on décide de l'implantation de l'Université Lille 3 dans le quartier du Pont-de-Bois. Le 3 octobre 1966, a lieu une réunion interministérielle avec le ministre de l’Équipement Edgard Pisani, de l’Éducation nationale Christian Fouchet et de la Jeunesse et des Sports, François Missoffe pour « examiner les problèmes posés par l’aménagement de la zone est de la Métropole du Nord ».
Le 6 février 1967, décision de création de la ville nouvelle de Lille-Est prise en Comité interministériel pour l’aménagement du territoire par Edgard Pisani. Le 23 septembre, un arrêté préfectoral ouvre l’enquête préalable à la première déclaration d’utilité publique (DUP) concernant 475 hectares et 269 maisons.
Le 22 mars 1967, la communauté urbaine de Lille est créée et regroupe 89 communes dont Annappes, Ascq et Flers-lez-Lille. Cette même année est signé l'acte de naissance de la « Ville-Est ». Les élus locaux de l'époque n'accueillent pas la nouvelle avec un grand enthousiasme. Le site de la ville nouvelle est choisi en fonction de nombreuses opérations d'urbanisme dans cette zone, comme l'ensemble résidentiel de Brigode sur les anciennes propriétés du comte de Montalembert, et l'ouverture de la cité scientifique en 1964.
Le 5 octobre 1967, 272 propriétaires apprennent qu'ils vont être expropriés de leur maison pour permettre la création de la ville nouvelle. Une vive réaction se produit dans l'opinion publique. Des associations de défense puis une fédération de ces associations se créent. Un contre-projet est présenté et, sous la pression de l'opinion publique, le nombre d'expropriations est ramené à 92 lors de la déclaration de la DUP le 3 mars 1968. Devant le tribunal administratif, les expropriés obtiennent le 30 juillet 1969 l'annulation de l'arrêté de DUP. Mais le 28 mai 1971, le Conseil d'État annule ce jugement et rétablit l'expropriation. 
La mission d’étude de la ville nouvelle a été installée le 24 avril 1968 par lettre de François-Xavier Ortoli, ministre de l’Equipement et du Logement. Le 11 avril 1969, l'Établissement public d'aménagement de Lille-Est (EPALE) est chargé des études et de l'aménagement de la ville nouvelle. Le 27 juin 1969 est organisé une séance d’installation du conseil d’administration de l’EPALE par le préfet Dumont. Le siège est provisoirement fixé au 19e étage de la Cité administrative de Lille.

### Années 1970
Le 4 février 1970, lors d'une conférence de presse, les mairies d'Annappes, d'Ascq et de Flers-lez-Lille annoncent que leurs communes vont fusionner pour donner « Villeneuve-en-Flandre ». Le 20 février, les conseils municipaux acceptent mais retiennent le nom de « Villeneuve d'Ascq » (sans trait d'union) en mémoire du massacre d'Ascq. La ratification a lieu 5 jours plus tard. Le 25 février 1970, le décret de création de la commune de Villeneuve-d'Ascq est publié (26 178 habitants selon le recensement de 1968). Un nouveau conseil municipal est constitué en puisant dans ceux des trois communes, et Jean Desmarets, ancien maire de Flers, devient maire de la nouvelle commune le 7 mars 1970.
Le 17 juin 1970, création des ZAC d’habitat de la Borne de l'Espoir et de Brigode et de la ZAC d’activités Potron-Minet. 25 novembre 1970 : 2e DUC concernant 1247 hectares.
En 1971, le chantier de l'ensemble universitaire de l'Université Lille 3 est ouvert. 
Le 2 mars 1971, l'EPALE lance de la première tranche de logements : 660 au Triolo et 120 à Saint-Sauveur à Annappes, et création de la ZAC d’habitat de la Croisure. Le 1er novembre 1972, 20 ménages reçoivent les clefs des premiers logements du Triolo. La ville se créée et une activité associative importante commence à façonner une identité villeneuvoise. Cette dernière sera renforcée par le refus massif de rattacher Villeneuve-d'Ascq à Lille, à deux reprises en février 1972 et en juillet 1976.
Le 17 novembre 1972, le projet Josic est adopté à la suite d'un concours architecture pour le quartier Pont-de-Bois, opération lancée à l'initiative du ministère de l’Equipement.
La commune commence à se développer. Les essais du premier métro automatique au monde, le VAL (Villeneuve-d'Ascq-Lille à l'origine, puis Véhicule Automatique Léger pour le commercialiser dans d'autres agglomérations), débutent en 1973. En 1974, En 1974, la faculté lilloise de lettres et sciences humaines quitte Lille : l'Université Charles-de-Gaulle Lille 3 est inaugurée dans le quartier du Pont-de-Bois.
Fin 1974, les travaux de construction de 1077 logements au Pont-de-Bois débutent.
En 1975, le conseil municipal éclate à la suite de querelles internes mais surtout parce que le pouvoir sur la municipalité est réellement détenu par l'EPALE, composé d'élus désignés par la Communauté Urbaine où un seul Villeneuvois est présent. Après le départ de nombreux conseillers, des élections partielles sont organisées en février 1976. Au Conseil municipal entrent alors 12 conseillers d'opposition : 6 socialistes, 5 communistes et 1 radical de gauche. 
En décembre 1975, un arrêté du ministère de l’Équipement créé la ZAC de Villeneuve d’Ascq avec un programme de 5100 logements. Le 28 octobre 1976, le conseil d’administration de l’EPALE adopte pour 1977 un programme partiel de 450 logements dans le quartier de l’Hôtel-de-Ville.
À partir de janvier 1978, la commune reprend le contrôle de l'aménagement de son territoire. À partir de février 1978, les habitants participent à la construction de leur ville grâce à la mise en place de procédures de chartes d'aménagement concerté de quartier.
En décembre 1978, la ville de Villeneuve d'Ascq dépasse les 50 000 habitants.
Le 30 mai 1979, 5080 logements sont prévus dans les quartiers du Château, de Flers-Bourg, de l’Hôtel-de-Ville, de la Cousinerie, des Prés et du Triangle d’Ascq à Ascq. Le 14 décembre 1979, l'idée du quartier du Héron est abandonnée et la périmètre de la ZAC est réduit. Le 27 juin 1980, le conseil de communauté urbaine suit les demandes du conseil municipal de Villeneuve-d'Ascq et adopte un plan de finition de la ville nouvelle, en diminuant le nombre de logements à engager en 1981 et en abandonnant des ZAC. Les quartiers de l’Hôtel de Ville et des Prés sont fortement réduits.

### Années 1980
En 1981, Mise en chantier du quartier des Prés. La commune décide d’assumer l’entretien du parc urbain et de participer à l’aménagement de la colline des Marchenelles au Parc du Héron.
En 1982, le budget de la ville est de 100 millions de francs pour faire fonctionner tous les services à la population, plus 30 millions de francs pour investissement (en intégrant ceux faits pour la commune par l'EPALE), pour construire, terminer ou réparer les équipements de toutes natures.
Le 14 mai 1982, l’achèvement de la ville nouvelle est décidé pour le 31 décembre au conseil d'administration de l'EPALE ; la communauté urbaine rachètera le patrimoine de l’EPALE et le personnel (93 agents en poste fin 1982) sera reclassé. Le 7 juin 1982, Gérard Caudron, le maire de Villeneuve-d'Ascq, pose plusieurs conditions pour le contrôle du développement de la ville nouvelle par la commune : « aucune vente ne pourra avoir lieu sans l’accord de la commune, la commune aura toujours priorité de rachat et la volonté municipale primera toujours sur celle des propriétaires privés ou publics ».
Le 8 avril 1983, Pierre Mauroy confirme la dissolution de l’EPALE au 31 décembre 1983. Le 4 novembre 1983, dernière réunion du conseil d’administration de l’EPALE. Le 27 décembre 1983, un décret du ministère de l’Urbanisme et du Logement portant dissolution de l’EPALE à compter du 1er janvier 1984 est publié. Le 22 décembre 1983 a lieu une manifestation de clôture de l’activité de l’EPALE. 
Le 31 décembre 1983, l'EPALE est dissoute et la ville a alors atteint 60 000 habitants. Le 31 décembre 1985, fin de la mission de l’équipe de liquidation de l'EPALE.